# Automolis rosea
Automolis rosea là một loài bướm đêm thuộc phân họ Arctiinae, họ Erebidae.